# فیات اوگی

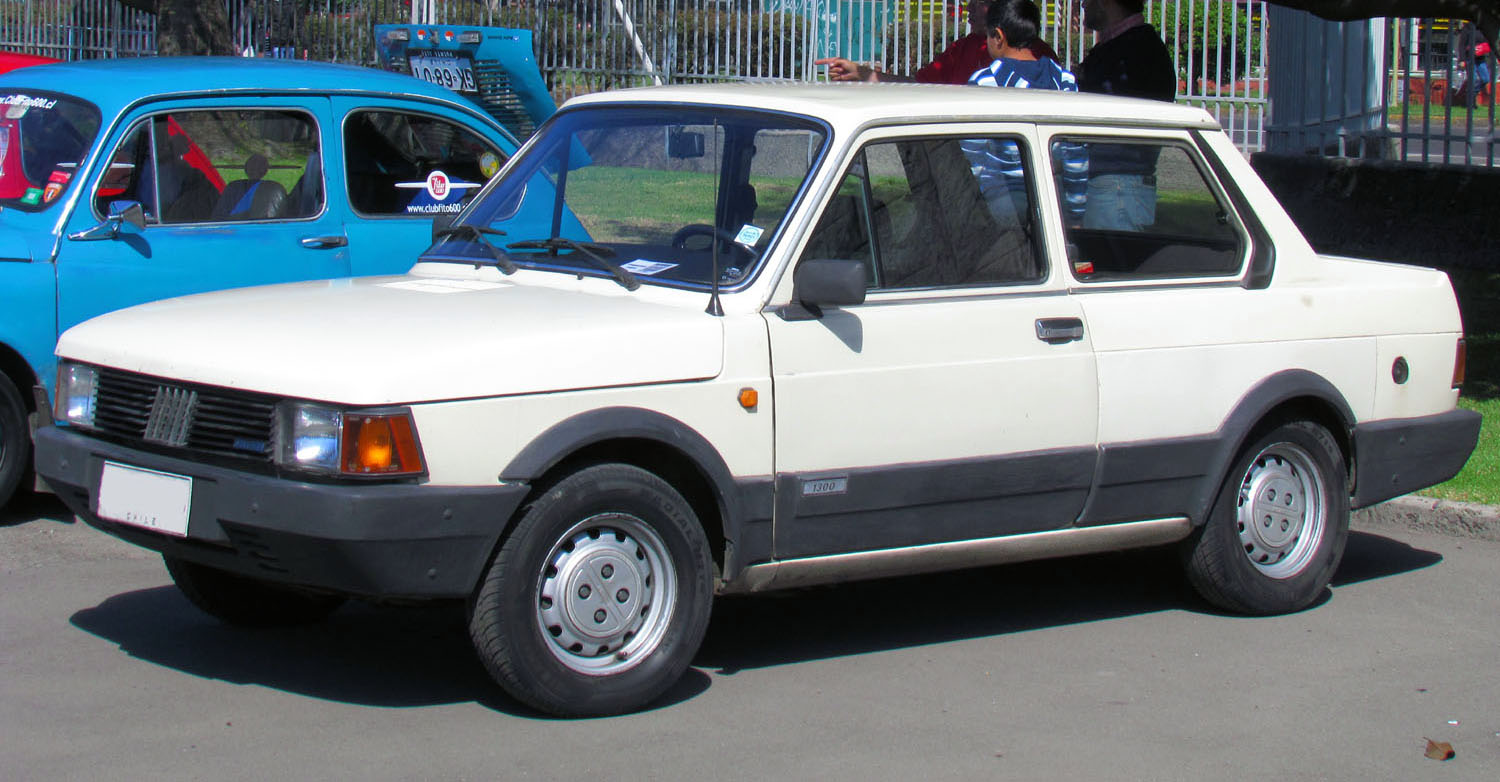

فیات اوگی (Fiat Oggi) خودرویی است که در سال‌های ۱۹۸۳–۱۹۸۵تولید شده‌است.
طراحی آن خودروهای موتور جلو-محور جلو بوده طول آن در حالت طبیعی ۳٬۹۷۰ میلیمتر (۱۵۶٫۳ اینچ) است. سیستم جعبه‌دندهٔ آن ۵ دنده به صورت دستی است.